# Agnes Milowka
Agnes Milowka fue una buceadora técnica, exploradora de cuevas subacuáticas e investigadora marina polaca australiana. Agnes Milowka (nacida el 23 de diciembre de 1981 en Częstochowa, Polonia; fallecida el 27 de febrero de 2011) fue una buceadora, exploradora de cuevas, investigadora marina y fotógrafa submarina australiana. Milowka se hizo conocida internacionalmente como oradora y autora sobre buceo y arqueología marítima. Milowka buceó a gran profundidad en varios sistemas de cuevas de Australia y Florida. Agnes murió a los 29 años en un accidente de buceo mientras exploraba una cueva.

## Biografía
A una edad muy temprana, la familia Milowka se mudó de Polonia a Melbourne. De 1994 a 1999, Milowka asistió a la escuela de gramática de Caulfield, y se graduó con un certificado de educación de Victoria. Agnes estudió historia y estudios australianos en la Universidad de Melbourne, arqueología marina en la Universidad de Flinders y gestión de negocios, marketing y eventos en la Universidad Victoria, cada una de las cuales completó con una licenciatura. De 2003 a 2005, Milowka fue presidenta del Club Subacuático de la Universidad de Melbourne. Agnes ha publicado numerosos reportajes cinematográficos de sus expediciones de buceo en YouTube.

## Expediciones de buceo y éxitos
En 2009, Milowka exploró el sistema de cuevas del río Elk con James Arundale, que, con más de 1.400 metros, es el paso fluvial continuo más largo en Victoria, Australia, hasta la fecha. La expedición fue coordinada por la Asociación Espeleológica de Victoria. En otra expedición en 2009 cerca de Cocklebiddy, Agnes alcanzó la mitad de la ruta de Craig Challen, estableciendo el récord de inmersión en cuevas más largo en Australia realizado por una mujer. Milowka formó parte de la expedición especial de National Geographic Nova TV a los agujeros azules de las Bahamas en diciembre de 2008. A esto le siguió una expedición en octubre de 2009 en Queensland. Milowka participó en el rodaje de la película de buceo en 3D "Sanctum" de James Cameron, en la que trabajó como doble.

## Fallecimiento
Mientras exploraba Tank Cave, en el sur de Australia, uno de los sistemas de cuevas más grandes y complejos del mundo, Milowka se separó de su compañero de buceo. Agnes perdió el rumbo, debido al barro no pudo encontrar el camino de regreso y se ahogó. Recuperar el cuerpo resultó difícil, porque el cuerpo de la buceadora se encontraba a 600 metros de la entrada de la cueva, en sistema de cuevas muy estrecho.